# Departamento Occidental
El Departamento Occidental fue una subdivisión administrativa de la Capitanía General de Cuba, que era parte del Imperio español. Fue creado por medio de una Real Cédula el 8 de octubre de 1607, con capital en La Habana, como parte de la reorganización política y económica de la isla.

## Geografía
El departamento comprendía, tal como lo indica su nombre, la sección occidental de la isla de Cuba. Tras la creación del departamento del Centro, su límite oriental se encontraba entre la boca del riachuelo Sierra Morena en el norte hasta el derrame de la ciénaga de Zapata en el sur; el resto comprendía las costas entre estos puntos.

## Población
En 1774 el departamento Occidental tenía el 56.49% de la población total de Cuba (que consistía en 171.620 habitantes según el censo de ese año), y en 1792 tenía el 55.50% de la población de la isla (que era en total 272.301 habitantes).